# بيلي ميرسير (لاعب كرة قدم)
بيلي ميرسير (بالإنجليزية: Billy Mercer)‏ (22 مايو 1969 بليفربول في المملكة المتحدة - ) هو لاعب كرة قدم بريطاني في مركز حراسة المرمى. لعب مع شيفيلد يونايتد ونادي بريستول سيتي ونادي تشيسترفيلد ونادي روذرهام يونايتد ونادي ليفربول ونوتينغهام فورست.

## وصلات خارجية
- بيلي ميرسير على موقع قاعدة بيانات كرة القدم.إي يو (الإنجليزية)
- بيلي ميرسير على موقع قاعدة بيانات كرة القدم.إي يو (الإنجليزية)
- بيلي ميرسير على موقع Soccerbase.com (لاعب) (الإنجليزية)